# Земной поклон

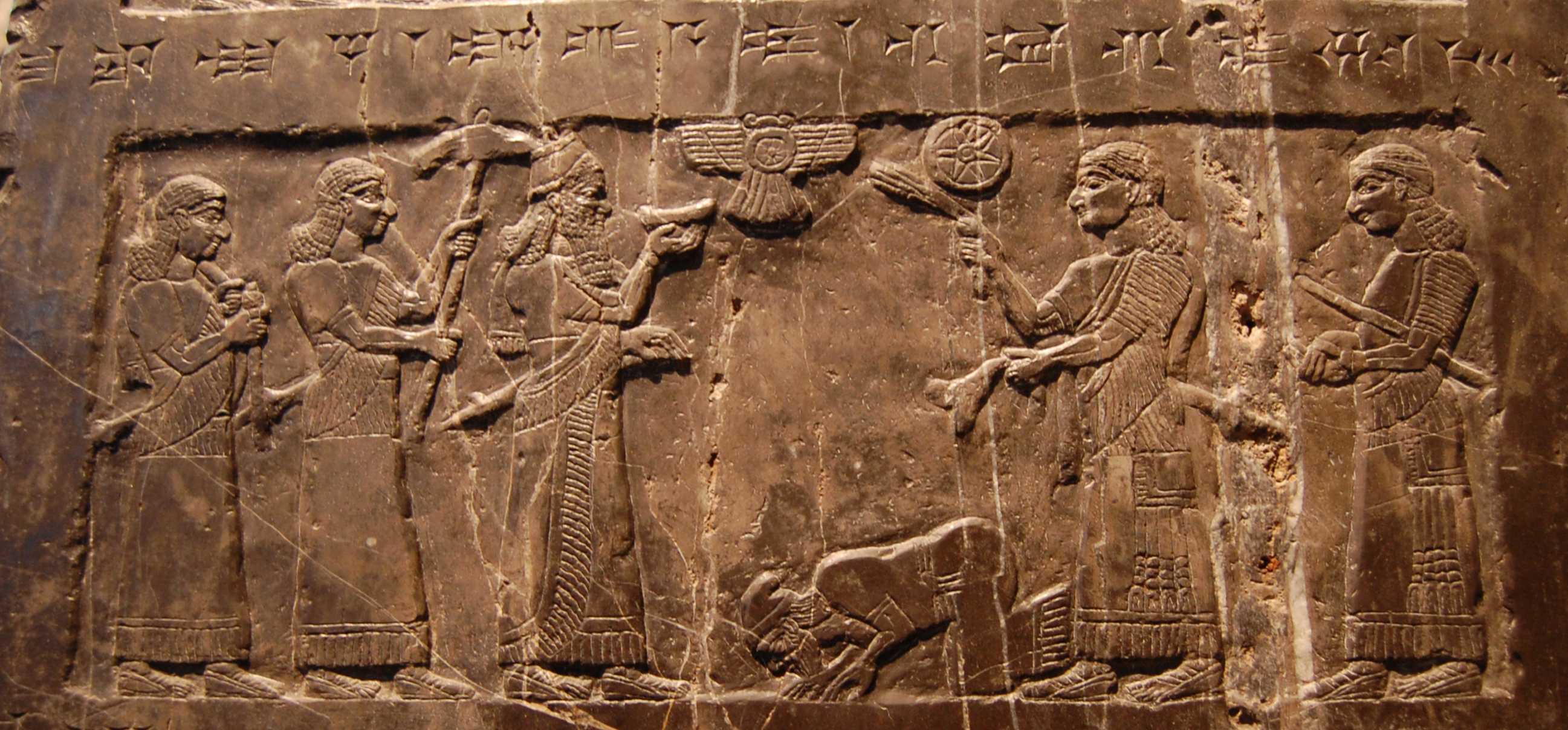
Йеху, сын Омри, царь Израиля совершает земной поклон целованием ног Салманасара III, царя Ассирии. Барельеф на чёрном обелиске

Земно́й покло́н — импульсивное эмоциональное действие или ритуальное опускание человеком своей головы и всего тела до земли в знак признания величия того, перед кем это действие совершается. В Библии земной поклон совершают как почитание Бога или уважение царя.

## В Библии

### Ветхий Завет
В Септуагинте использовано προσκυνέω («преклонившись перед кем-либо целовать нижний край одежды или землю у ног в знак уважения или с мольбой»). В Торе на еврейском языке земной поклон передан пятью словами: опускание на колени (ברכה‎), на коленях поклон (כריעה‎), на коленях поклон с опусканием лица на землю (קידה‎), возлежание лицом на земле с вытянутыми руками и ногами (השתחוויה‎), лёжа лицом на земле молиться с плачем (נפלת פנים‎), что можно увидеть в «Приидите, поклонимся и припадём, преклоним колени пред лицем Господа, Творца нашего» (Пс. 94:6).

#### Богу
- «И преклонился человек тот и поклонился Господу» (Быт. 24:26)
- «И преклонился я и поклонился Господу, и благословил Господа, Бога господина моего Авраама, Который прямым путём привел меня, чтобы взять дочь брата господина моего за сына его» (Быт. 24:48)
- «Когда раб Авраамов услышал слова их, то поклонился Господу до земли» (Быт. 24:52)
- «И поверил народ; и услышали, что Господь посетил сынов Израилевых и увидел страдание их, и преклонились они и поклонились» (Исх. 4:31)
- «Скажите [им]: это пасхальная жертва Господу, Который прошел мимо домов сынов Израилевых в Египте, когда поражал Египтян, и домы наши избавил. И преклонился народ и поклонился» (Исх. 12:27)
- «Моисей тотчас пал на землю и поклонился [Богу]» (Исх. 34:8)
- Даниил же, узнав, что подписан такой указ, пошел в дом свой; окна же в горнице его были открыты против Иерусалима, и он три раза в день преклонял колени, и молился своему Богу, и славословил Его, как это делал он и прежде того (Дан. 6:10).

#### Ангелу
- «И пришли те два Ангела в Содом вечером, когда Лот сидел у ворот Содома. Лот увидел, и встал, чтобы встретить их, и поклонился лицем до земли» (Быт. 19:1)
- «И открыл Господь глаза Валааму, и увидел он Ангела Господня, стоящего на дороге с обнаженным мечом в руке, и преклонился, и пал на лице свое» (Чис. 22:31)
- Иисус Навин делал земной поклон перед ангелом: «Он сказал: нет; я вождь воинства Господня, теперь пришёл [сюда]. Иисус пал лицем своим на землю, и поклонился и сказал ему: что господин мой скажет рабу своему?» (Нав. 5:14)

#### Человеку
- «Он возвёл очи свои и взглянул, и вот, три мужа стоят против него. Увидев, он побежал навстречу им от входа в шатёр [свой] и поклонился до земли» (Быт. 18:2)
- «А сам пошёл пред ними и поклонился до земли семь раз, подходя к брату своему… И подошли служанки и дети их и поклонились; подошла и Лия и дети её и поклонились; наконец подошли Иосиф и Рахиль и поклонились» (Быт. 33:36—7)
- «Иосиф же был начальником в земле той; он и продавал хлеб всему народу земли. Братья Иосифа пришли и поклонились ему лицем до земли» (Быт. 42:6)
- «И пришёл Иосиф домой; и они принесли ему в дом дары, которые были на руках их, и поклонились ему до земли» (Быт. 43:26)
- «Они сказали: здоров раб твой, отец наш; ещё жив. [Он сказал: благословен человек сей от Бога.] И преклонились они и поклонились» (Быт. 43:28)
- «Она пала на лице своё и поклонилась до земли и сказала ему: чем снискала я в глазах твоих милость, что ты принимаешь меня, хотя я и чужеземка?» (Руфь. 2:10)

### Новый Завет
- «Где родившийся Царь Иудейский? ибо мы видели звезду Его на востоке и пришли поклониться Ему» (Мф. 2:2)
- «И, войдя в дом, увидели Младенца с Мариею, Матерью Его, и, пав, поклонились Ему; и, открыв сокровища свои, принесли Ему дары: золото, ладан и смирну» (Мф. 2:11)
- «И пал ниц к ногам Его, благодаря Его; и это был самарянин» (Лк. 17:16)
- «Приходит к Нему прокажённый и, умоляя Его и падая пред Ним на колени, говорит Ему: если хочешь, можешь меня очистить» (Мк. 1:40)
- «Когда выходил Он в путь, подбежал некто, пал пред Ним на колени и спросил Его: Учитель благий! что мне делать, чтобы наследовать жизнь вечную?» (Мк. 10:17)
- «И, отойдя немного, пал на лице Своё, молился и говорил: Отче Мой! если возможно, да минует Меня чаша сия; впрочем не как Я хочу, но как Ты» (Мф. 26:39)
- «И, отойдя немного, пал на землю и молился, чтобы, если возможно, миновал Его час сей; и говорил: Авва Отче! всё возможно Тебе; пронеси чашу сию мимо Меня; но не чего Я хочу, а чего Ты» (Мк. 14:35—36)
- «И Сам отошёл от них на вержение камня, и, преклонив колени, молился, говоря: Отче! о, если бы Ты благоволил пронести чашу сию мимо Меня! впрочем не Моя воля, но Твоя да будет» (Лк. 22:41—42)
- Другие случаи поклонения: Мф. 17:14; Мк. 15:19; Лк. 5:12; Деян. 9:40; Деян. 10:25; Деян. 20:36; Деян. 21:5; Еф. 3:14.

## В авраамических религиях

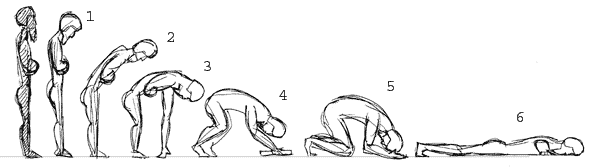
Выходящие один из другого положения — стояние, поясной поклон, коленопреклонение, простирание ниц в православии и старообрядчестве

### В православии
В Типиконе (богослужебном уставе) для обозначения поклонов часто использовано слово «мета́ние», вероятно от др.-греч. μετάνοια, метанойя — «раскаяние, покаяние».
Креститься с земным поклоном
- В пост при входе в храм и при выходе из него 3 раза.
- В пост после каждого припева к песне Богородицы «Тя величаем».
- В начале пения: «Достойно и праведно».
- После «Тебе поем».
- После «Достойно» или Задостойника.
- При возгласе: «И сподоби нас, Владыко» (перед «Отче наш…»).
- При выносе Святых Даров, при словах: «Со страхом Божиим» и второй раз при словах: «Всегда, ныне и присно».
- В Великий Пост, на великом повечерии, при пении «Пресвятая Владычице», на каждом стихе; при пении «Богородице, Дево, радуйся» и проч. на великопостной вечерни три поклона.
- В пост, при молитве «Господи и Владыко живота моего».
- В пост, при заключительном пении: «Помяни мя, Господи, егда приидеши во Царствие Твоем». Всего 3 земных поклона[5].

Земной поклон в исламе и иудаизме

### В исламе
В исламе мусульмане совершают поясной и земной поклоны ежедневно 5 раз в день.